# Stieberg (Reisbach, Haberskirchen)
Stieberg ist ein Ortsteil des Marktes Reisbach im niederbayerischen Landkreis Dingolfing-Landau (Bayern).

## Geographische Lage
Die Einöde Stieberg befindet sich ungefähr neun Kilometer südlich von Reisbach, etwa zwei Kilometer östlich von Haberskirchen am Südufer der Kollbach in der Gemarkung Haberskirchen.

## Geschichte
Zum Stichtag 23. März 1913 (Osterfest) wurde Stieberg als Teil der Pfarrei Haberskirchen mit einem Haus und 7 Einwohnern aufgeführt. Am 31. Dezember 1990 hatte Stieberg zwei Einwohner und gehörte zur Pfarrei Haberskirchen.
Bis zu deren Eingemeindung nach Reisbach am 1. Mai 1978 war Stieberg ein Gemeindeteil der Gemeinde Haberskirchen.